# Púlsar de Vela
El Púlsar de Vela (PSR B0833-45 / PSR J0835-4510 / 2U 0832-45) es un púlsar asociado al Resto de supernova de Vela en la constelación del mismo nombre. La relación entre ambos objetos astronómicos, realizada por astrónomos de la Universidad de Sídney en 1968, fue la prueba directa de que las supernovas dan lugar a estrellas de neutrones. Se encuentra a unos 936 años luz del sistema solar.
El Púlsar de Vela emite en diferentes longitudes de onda, desde radiofrecuencias a rayos gamma. Tiene un período de 89 ms, el más corto conocido en el momento de su descubrimiento. Se estima que los restos de la explosión de la supernova, acontecida hace unos 11.400 años, viajan a una velocidad de 1200 km/s. El Púlsar de Vela tiene el tercer componente óptico más brillante entre todos los púlsares conocidos, pulsando dos veces para cada único pulso de radio. Su magnitud aparente varía entre +23,2 y +25,2, recibiendo la denominación de variable HU Velorum.
La emisión en luz visible tiene su origen enteramente en la magnetosfera. 
Es el objeto persistente más brillante del cielo en rayos gamma de alta energía.
Imágenes de la nebulosa compacta alrededor del Púlsar de Vela, obtenidas con el Observatorio de rayos X Chandra, muestran una estructura parecida a un arco en la parte más adelantada de la nube; se cree que dicho arco —y uno más pequeño dentro de él— son bordes de anillos de emisión de rayos X procedentes de partículas de gran energía producidas por el púlsar. Perpendicularmente a los arcos existen chorros que emanan del púlsar central, señalando en la misma dirección que el movimiento del púlsar.
Se piensa que el origen de esta actividad son los enormes campos eléctricos provocados por la combinación entre la rápida rotación y los intensos campos magnéticos de la estrella de neutrones.